# Wahlstedt
Wahlstedt er en by i det nordlige Tyskland, beliggende under Kreis Segeberg i delstaten Slesvig-Holsten. Wahlstedt er 17,75 km² og huser 9397 indbyggere (pr. 31 dec. 2016). Byens borgmester hedder Matthias-Christian Bonde (CDU), og byens nummerpladetegn er SE. Byen ligger 7 km fra Bad Segeberg og 50 km fra Hamborg.

## Historie
Arkæologiske fund har vist, at området var beboet allerede i forhistorisk tid.
Wahlstedt blev første gang omtalt i et dokument i 1150. Den tidligere biskop i Oldenburg, Vicelin, bekræfter heri, at "tiendefordelingen" til kejseren Lothar III blev tildelt Segeberg kirke og hertug Heinrich ved Augustinernes kannikstift i Högersdorf. Ti landsbyer er nævnt i dette dokument, herunder en landsby kaldet "Wahlstedte". Hvorvidt Wahlstedt allerede på dette tidspunkt allerede tilhørte Augustinernes kannikstift i Högersdorf, er stadig kontroversielt, fordi Wahlstedt først officielt blev overdraget i 1192 som en gave af kejser Heinrich VI til Augustinerne i Högersdorf som besiddelse.
Under trediveårskrigen blev landsbyen Wahlstedt ødelagt af brand og efterfølgende genopbygget.
Under Napoleonskrigene i det 19. århundrede måtte Wahlstedt skiftevis udholde ophold af danske, tyske, svenske og russiske tropper.

## Venskabsbyer
Wahlstedt har to venskabsbyer, som forhandler og udveksler informationer.
- Danmark, Bjerringbro
- Norge, Nore og Uvdal